# Ernst Anton Wülfing
Ernst Anton Wülfing (* 27. November 1860 in Elberfeld; † 17. Dezember 1930 in Bad Wörishofen) war ein deutscher Mineraloge und Chemiker.
Wülfing wurde 1884 in Heidelberg zum Dr. phil. promoviert. Die Habilitation erfolgte 1891 in Tübingen.
Er war ab 1897 außerordentlicher und ab 1899 ordentlicher Professor in Hohenheim. Ab 1904 war er etatmäßiger Professor an der TH Danzig. 1907 wurde er als Nachfolger von Reinhard Brauns ordentlicher Professor für Mineralogie und Petrographie nebst Allgemeiner Geologie in Kiel.
1908 folgte er einem Ruf nach Heidelberg, wo er bis 1926 Professor war.
Er entwickelte und verbesserte Apparaturen für optische Messungen für exakte mineralogische Untersuchungen und war Großvater väterlicherseits des Professors Peter Wülfing von Martitz.

## Ehrungen
1925 wurde er zum Mitglied der Deutschen Akademie der Naturforscher Leopoldina gewählt. Seit 1909 war er Mitglied der Heidelberger Akademie der Wissenschaften.
Das Mineral Wülfingit ist nach ihm benannt.